# Землетрус у Чіапасі (2017)

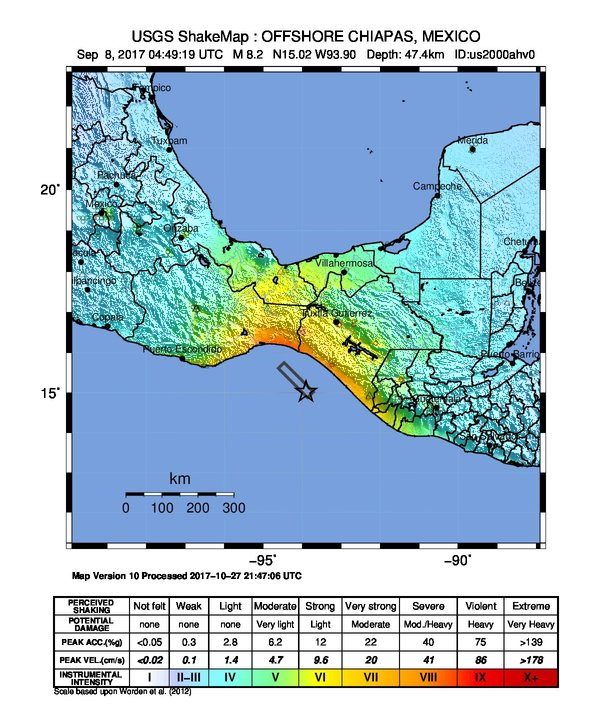

Землетрус у Мексиці (2017) стався 7 вересня 2017 р. о 23:49 CDT та вразив південне узбережжя країни. Магнітуда 8,1 бала. Осередок перебував на глибині 35 км і за 96 км на північний захід від прибережного міста Піхіх'япан.
Постраждало м. Мехіко. Загинули 65 осіб, постраждали близько 200 осіб.
Мексиканський президент назвав землетрус у Чіапасі найсильнішим, зафіксованим у країні за століття. Це також другий найсильніший в історії країни землетрус (землетрус у Мексиці (1787) мав магнітуду 8,6 бала) і найбільш інтенсивний, записаний у глобальному масштабі у 2017 році.